# Витошинский, Роман Зенонович
Роман Зенонович Витошинский (укр. Роман Зенонович Вітошинський; 7 ноября 1940 года, Монастыриска, Тернопольская область, УССР — 11 июня 2019, Львов, Украина) — советский и украинский оперный певец (лирический тенор). Народный артист Украинской ССР.

## Биография
В 1969 г. окончил Львовскую консерваторию.
С 1968 г. — солист Львовского театра оперы и балета; одновременно — преподаватель Львовской консерватории (музыкальной академии). Выступал на гастролях в Польше, Германии, Франции, Канаде, США и других странах.
Основные партии: Альфред, Герцог («Травиата», «Риголетто» Дж. Верди), Надир («Искатели жемчуга» Ж. Бизе), Рудольф («Богема» Дж. Пуччини), Альфред («Летучая мышь» Й. Штрауса), Альмавива («Севильский цирюльник» Дж. Россини).
Похоронен на Лычаковском кладбище во Львове.

## Награды и звания
Народный артист Украинской ССР (1990).